# Rua de Cândido dos Reis (Porto)
A Rua de Cândido dos Reis é um arruamento nas freguesias de Vitória da cidade do Porto, em Portugal.

## Origem do nome
O arruamento chama-se inicialmente rua da Rainha D. Amélia, em honra de Amélia de Orleães, consorte do rei D. Carlos. Com o regime republicano, passou a designar-se rua de Cândido dos Reis, lembrando Carlos Cândido dos Reis, também conhecido por almirante Reis, um conspirador republicano português que se suicidou nas vésperas da implantação da República em Portugal, acreditando ter fracassado a intentona.

## História
A zona atualmente ocupada pelo bairro das Carmelitas era conhecida até ao século XVIII como Campo da Via Sacra ou do Calvário Velho. Foi aqui que, em 1704, o bispo do Porto D. Frei José de Santa Maria de Saldanha fundou o Convento de São José e de Santa Teresa de Carmelitas Descalças, do qual hoje nada mais resta do que as designações de dois arruamentos: rua das Carmelitas e rua de Santa Teresa.
Aberta em 1903, em simultâneo com a paralela Galeria de Paris, a então rua da Rainha D. Amélia foi ladeada por edifícios elegantes e de boa traça, com destaque para a Casa Arte Nova, nos números 75 a 79. Trata-se de um prédio constituído por rés do chão e dois andares principais, um exemplar típico de arquitetura urbana Arte Nova, datado do início do século XX, um dos raros exemplares de construções deste estilo arquitetónico na cidade. Grande parte do restante quarteirão é ocupado pelo Palácio do Conde de Vizela, construído entre 1917 e 1923 e que tem o risco do arquiteto José Marques da Silva.
Integrado num movimento de recuperação daquela zona da cidade, nos últimos anos a rua de Cândido dos Reis, em conjunto com a Galeria de Paris e arruamentos vizinhos, tornou-se num local da moda da noite do Porto, especialmente aos fins de semana.

## Pontos de interesse
- Casa Arte Nova na Rua Cândido dos Reis, nºs 75 a 79[2][6]

- Casa de Cultura e Desporto dos Trabalhadores da Santa Casa [7]